# G10 AL et ex-Prusse

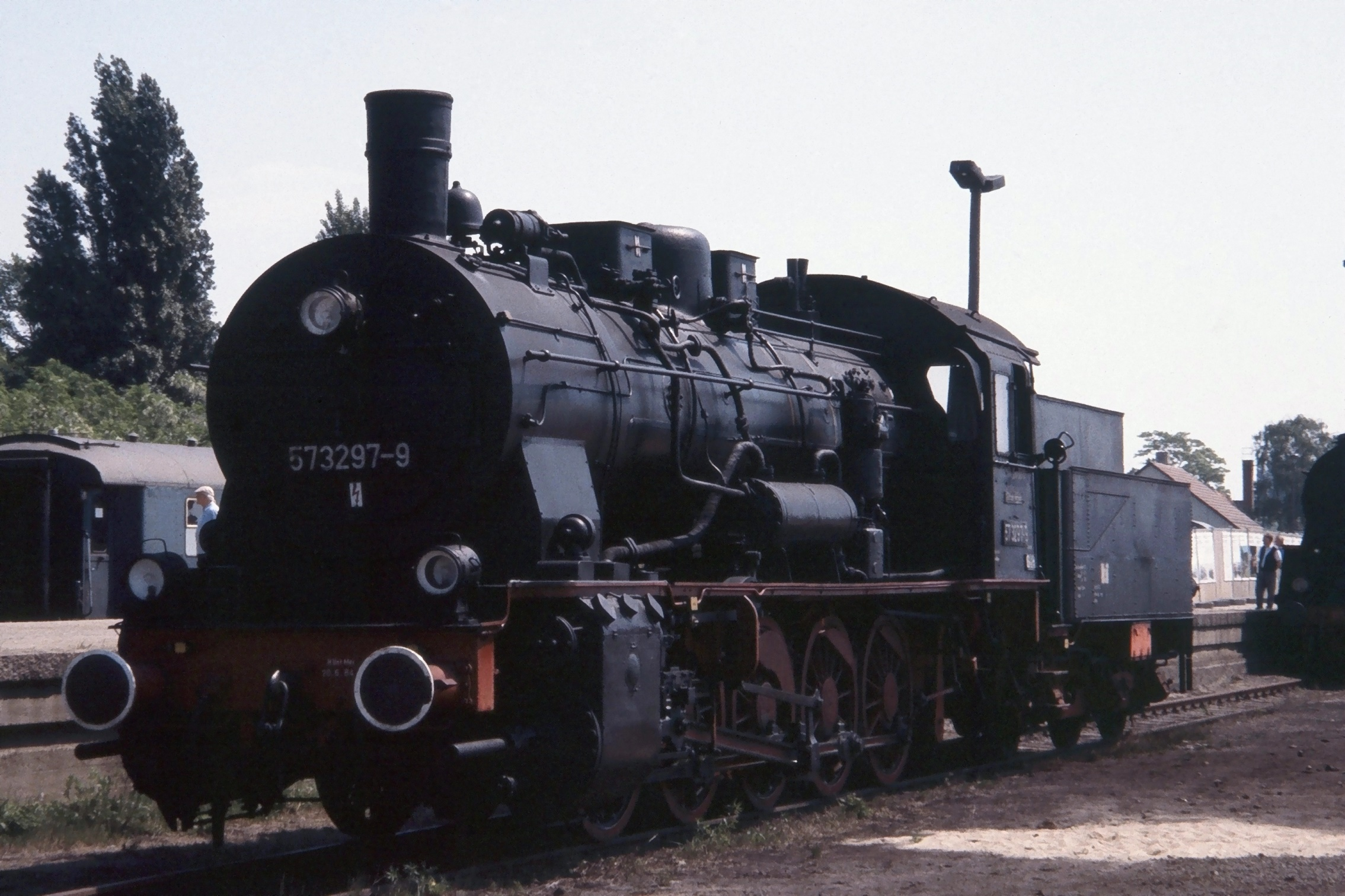
Une G10 de la série 57 3297-9 Deutsche Reichsbahn

Les locomotives à vapeur à tender séparé du type G10 sont des machines développées à l'origine pour les Chemins de fer d'État de la Prusse (KPEV).

## Genèse
Afin de pouvoir remorquer sur des lignes sinueuses de montagne, tant des trains de marchandises que de voyageurs, cette administration souhaitait une machine avec un poids par essieu le plus faible possible mais aussi un effort de traction important. La G8 répondait pour partie à cet objectif, mais son poids par essieu (17 tonnes) la handicapait. En réalisant une locomotives de type 050 et de puissance identique aux futures G8.1 (construites à partir de 1913), l'objectif était atteint : le poids adhérent passait à 72 tonnes et la charge par essieu était abaissée à 14 tonnes.

## Description
Les G10 ont donc été construites, avec les principes et théories de l'ingénieur prussien Robert Garbe, sur la base du châssis des T16 et de la chaudière des P8, entre 1910 et 1931 à plus de 3000 exemplaires, dont 2580 pour les KPEV et 35 pour les Chemins de fer impériaux d'Alsace-Lorraine (EL). C'était donc des machines possédant un moteur à deux cylindres à simple expansion, équipées de la surchauffe et d'un timbre bas. La distribution était du type « Heusinger ». Le foyer était du type « Crampton » à grille étroite et ciel plat et l'échappement fixe. La boîte à fumées était en saillie.

## Utilisation et services
La majeure partie des G10 prussiennes a été intégrée dans la série 57.10-35 de la Deutsche Reichsbahn (DRG) à sa création en 1924.
En République Fédérale d'Allemagne, les dernières machines, aux numéros initiés par le nombre (0)57, ont éteint leurs feux en 1970. En République démocratique allemande, la série G10 a été retirée par la DR en 1968.

## Dissémination des locomotives G 10
Conséquence de la fin de la Première Guerre mondiale, un certain nombre d'exemplaires de cette locomotive ont été attribués à diverses administrations européennes au titre des prestations d'Armistice.
- Les Chemins de fer de l’armée austro-hongroise (K.u.k.Hb) commandèrent 20 exemplaires en 1917 (série 680). Tous se retrouveront en Pologne à la fin de la guerre.
- Les Chemins de fer de l'État belge en reçurent 45. Elles seront immatriculées dans la série 90.11 seront vendues à la Compagnie des chemins de fer Prince-Henri (au Grand-Duché de Luxembourg) en 1934. Les série 90 belges seront réformées en 1953[2].
- Onze G10 attribuées à la Belgique après la Première Guerre mondiale seront revendues aux Chemins de fer Prince Henri en 1923. Elles étaient immatriculées dans la Série K des chemins de fer Prince-Henri puis dans la série 52 des CFL[3]. Elles rejoignent cinq locomotives basées sur les G10, commandées par les Chemins de fer Prince-Henri en 1913[4],[5] et immatriculées dans la Série I des chemins de fer Prince-Henri puis dans la série 51 des CFL[5]. Quatre machines Série K restées à l’Est après la Seconde guerre mondiale seront remplacées par des G10 d'origine DRG[6].
- 129 G10 d'origine armistice ou Alsace-Lorraine se retrouveront en France après la Première guerre.
- Les chemins de fer Polonais se sont vu attribuer 55 exemplaires (dont 20 provenant des chemins de fer de l’armée austro-hongroise) et ont fait construire 30 exemplaires supplémentaires par l’industrie allemande au titre des réparations de guerre. Elles étaient immatriculés dans la série Tw1. Après guerre, 141 G10 (parmi lesquelles quelques locomotives belges, françaises et luxembourgeoises) se retrouvent en Pologne et seront utilisées par les PKP jusqu’en 1976.
- Grands utilisateurs de P8, les chemins de fer roumains ont également commandé des G10 en grand nombre pour le service des marchandises. Cette série devait permettre de moderniser et de standardiser le parc moteur hétéroclite en partie hérité de la guerre[7]. Immatriculées dans la série 50.100, elles comptaient 231 exemplaires commandés en Allemagne entre 1921 et 1928, 42 achetés d’occasion en Allemagne, 520 construits en Roumanie entre 1926 et 1944, et 12 capturés lors de la Seconde guerre mondiale, ce qui en fait avec 805 unités, la série de locomotives à vapeur la plus nombreuse des CFR[1]. Dix locomotives commandées en 1936 avaient une distribution à soupapes Lentz qui leur permettaient une vitesse maximale de 70 km/h au lieu de 60 km/h. Les dernières 50.100 étaient encore actives au début des années 1990[8].
- Les soviétiques récupéreront la majorité des Tw1 lors de l’invasion de la Pologne, la plupart sera capturée par les allemands après l’opération Barbarossa et immatriculée à la Deutsche Reichsbahn. Plus tard durant le conflit, un grand nombre de G10 d’origine diverse (dont 25 tout juste sorties d’usine en Roumanie) se retrouveront sur les chemins de fer d’URSS, adaptées à l’écartement de 1.524m immatriculées dans la série TShCh (TЩ en cyrillique). Leur carrière se termine dans les années 1960.
- Les Chemins de fer Tchécoslovaques (ČSD) achetèrent 22 machines d’origine française en 1922, elles étaient immatriculées dans la série 534.1 et roulèrent jusqu’en 1970. Après 1945, elles furent rejointes par une machine ex-DRG et neuf d’origine roumaine, ces dernières seront restituées en 1952.
- Les Chemins de fer turcs, qui avaient reçu 6 exemplaires durant la Première Guerre mondiale, commanderont 20 exemplaires construits en 1922 par Schwartzkopff, puis 5 construits par Henschel en 1924 et 18 construits par Nohab en 1927 et 1928. Elles étaient numérotées 55001 à 55049[9]. Une version allongée et allégée munie d’un essieu porteur avant et arrière (disposition 151) sera produite en 27 exemplaires à partir de 1933[10].

## Les G10 en France

### Dans les anciennes compagnies (1919-1938)

#### G10 5401 à 5435 et 5437 à 5455 (AL)
La première commande de G10 en Alsace-Lorraine eut lieu dès 1910, en raison des piètres performances des G11, locomotives compound de disposition Decapod.
Le réseau ferroviaire d'Alsace-Lorraine (AL) eut à sa disposition au total cinquante-trois locomotives du type G10 identiques aux machines prussiennes. Leur provenance est cependant variée :
- en 1910, les chemins de fer impériaux d'Alsace-Lorraine (EL) commandèrent directement trente-cinq G10 à l'industrie ferroviaire. Différents constructeurs livrèrent ces machines :
  - G10 1901 à 1907, puis à partir de 1912 G10 5401 à 5407[12], construites par Henschel à Cassel en 1910,
  - G10 5408 à 5431[13], construites par l'EMBG de Graffenstaden en 1912 et 1913,
  - G10 5432 à 5435, construites par Borsig en 1913.
- Au titre des prestations d'armistice, dix-sept G10 d'origine prussienne furent attribuées à l'AL. Elles y furent numérotées de 5437 à 5453[14],
- Deux machines prussiennes restées sur le réseau de l'AL furent considérées comme prises de guerre et conservées par ce réseau. Elles furent immatriculées 5454 et 5455[15].
- le numéro 5436 fut quant à lui curieusement attribué à une Hh des Chemins de fer du Wurtemberg, également de disposition 050.

#### 5526 à 5531 (PO)
La compagnie du chemin de fer de Paris à Orléans reçut au titre des prestations d'armistice un lot de vingt-sept G10 prussiennes. Vingt-et-une furent vendues en 1924 à la Compagnie du chemin de fer Paris-Lyon-Méditerranée, les six machines subsistantes furent immatriculées 5526 à 5531. Elles étaient affectées essentiellement au service de triage et aux manœuvres. Elles étaient affectées aux dépôts de Bordeaux, Coutras et Vierzon.

#### 5001 à 5049 (PLM)
La Compagnie du chemin de fer Paris-Lyon-Méditerranée reçut la plus grosse dotation avec quarante-neuf machines numérotées 5001 à 5049. En 1924, à la suite du rachat des vingt-et-une G10 de la compagnie du chemin de fer de Paris à Orléans, l'ensemble de la série fut immatriculée 5 B 1 à 70. Ces soixante-dix locomotives étaient réparties entre les dépôts de Besançon, Dijon et Grenoble. Elles assuraient essentiellement des trains de marchandises lourds sur les lignes du Jura, des Cévennes et du Nord des Alpes, mais également elles étaient utilisées en renfort en queue pour des trains de marchandises mais aussi pour des express et des omnibus desservant les lignes accidentées de ce réseau.

### À laSNCF(1938-1955)

#### De1938à1945
À la création de la SNCF en 1938, les différentes G10 furent ré-immatriculées dans les nouvelles régions :
- Les G10 de l'ex-AL prirent les numéros 1-050 B 401 à 435 et 437 à 455 de la région Est,
- Les six locomotives de l'ex-PO prirent l'immatriculation 4-050 D 526 à 531 de la région Sud-Ouest,
- Les soixante-dix G10 de l'ex-PLM devinrent les 5-050 B 1 à 70 de la région Sud-Est.

Les affectations et utilisations de ces différentes machines n'évoluèrent que peu. Les G10 de l'Est continuèrent leurs services dans le bassin houiller autour de Metz et Thionville jusqu'à ce que ces machines soient supplantées par les G12 plus performantes. Elles rejoignirent alors le service des G8.1 affectées aux dessertes marchandises, en particulier sur les lignes vosgiennes et dans le Sundgau, au Sud de l'Alsace.
Les G10 du Sud-Ouest continuèrent leurs services dans les triages à Vierzon, Bordeaux, Saint-Pierre-des-Corps, de même que les machines du Sud-Est sur les lignes du Jura, des Alpes ou des Cévennes.
Pendant la Deuxième Guerre mondiale, les autorités allemandes récupérèrent un certain nombre de ces locomotives qui furent souvent dispersées en Allemagne ou dans les territoires occupés sur le front de l'Est. La plupart furent cependant rapatriées en France à l'issue de la guerre.

#### Les années d'après-guerre
À la libération, 182 locomotives allemandes de la série 57.10-35 de la Deutsche Reichsbahn (DRG) avaient été abandonnées par l'occupant en France ; elles furent récupérées par la SNCF et incorporées dans le parc de ses anciennes G10. Parmi ces locomotives se trouvaient trois locomotives d’origine polonaise qui ne furent pas restituées.
La SNCF se retrouva à la tête d'un effectif de 304 machines de ce type qu'elle choisit de regrouper sur le territoire de la région Est avec les ex-AL 1-050 B 401 à 455 :
- les deux survivantes de l'ex-PO (une fut réformée à la fin de la guerre, trois furent vendues à la Société métallurgique de Normandie) devinrent 1-050 B 126 et 1-050 B 131,
- les G10 de l'ex-PLM devinrent les 1-050 B 502 à 570,
- les ex-DRG prirent l'immatriculation 1-050 B 601 à 790 tout en restant hors-inventaire.

Bien qu'étant faciles de conduite, simples et économes en termes d'entretien il fut rapidement décidé de se passer de ces machines car elles n'étaient pas plus puissantes que les G8.1 et le coût d'entretien en était plus élevé par la présence du 5e essieu. En 1951, on ne comptait plus que 226 locomotives de ce type, un certain nombre d'entre elles ayant été déjà réformées ou vendues à l'industrie sidérurgique ou aux Houillères de Lorraine. En 1955, il ne subsistait aucune machine à l'effectif de la SNCF.

## Les G10 en Belgique
Un total de 45 G10 prussiennes ont été attribuées à la Belgique par la commission d'Armistice et classées dans le type 90 (numérotation discontinue entre 9000 et 9090) ; les dix dernières arrivant en 1922. Dans ce lot se trouvent 15 machines de la première série, avec grande cabine, construites de 1910 à 1914 par Henschel, une construite en 1915 par Borsig, 23 assemblées en 1918 par Hanomag et Henschel. Fait rare pour les locomotives Armistice belges, sept avaient été construites en 1920-1921, respectivement par Hanomag et Rheimetall. Deux locomotives de 1918 arrivées en trop mauvais état sont démolies en 1922.
22 locomotives sont affectées au dépôt de Saint-Vith, sur la ligne des Fagnes tout juste rattachée à la Belgique, où les G10 étaient déjà présentes du temps des Chemins de fer prussiens en raison de leur faible poids à l'essieu. 8 autres sont utilisées à Virton-Saint-Mard, circulant dans les Ardennes belges et en Gaume. Le nombre de type 90 en service à Virton diminue après la vente des 11 locomotives au réseau Prince Henri en 1923. Entre 1924 et 1926, elles sont mutées à Anvers-Nord.
En 1927-1928, les locomotives de Saint-Vith sont remplacées par des type 81 d'origine prussienne. La série est d'abord dispersée à Schaerbeek (17 locomotives), Muizen (4) et Tirlemont (3) avant d'être regroupée à Anvers-Dam qui restera leur seul dépôt jusqu'à la défaite de 1940.
Les 32 type 90 de la SNCB sont réquisitionnées par les Allemands et sont envoyées hors de Belgique de 1940 à 1942. Seules 25 seront retrouvées à la libération mais la Belgique saisit dix G10 allemandes présentes sur son territoire comme butin de guerre. En 1946, la série est renumérotée de 90.001 à 041 en attribuant des numéros à six locomotives non-restituées. Les locomotives prise de guerre, construites entre 1919 et 1924 pour la plupart, reçoivent des matricules SNCB au sein de la série et sont finalement rendues aux chemins de fer d'Allemagne de l'Ouest en 1950 où les trois dernières sont retirées du service entre 1957 et 1960.
Parmi les sept type 90 manquantes :
- quatre seront finalement rendues par l'Allemagne en 1950, jugées trop endommagées, elles sont envoyées à la ferraille pour 1952 ;
- trois sont perdues (soit détruites par faits de guerre soit conservées par un chemin de fer du bloc de l'Est) ;
- la 9009, victime du bombardement de la gare de triage de Dijon-Perrigny, est ferraillée en 1945 avec l'accord de la SNCB et n'a pas été concernée par la renumérotation du reste de la série.

Éparpillées dans toute la Belgique (Liège, Statte, Ottignies, la Louvière, etc.) en 1945, elles sont à nouveau affectées à Anvers-Dam et Schaerbeek avant d'être chassées de cette dernière remise par l'arrivée des type 29 construites outre-Atlantique. Après 1950, le nombre de roulements est drastiquement réduit la SNCB décide de ne plus réparer les type 90 victimes d'avaries, privilégiant les locomotives à quatre essieux moteurs. Les six dernières type 90 sont radiées en 1953 et ferraillées.

## Les G10 en Italie
Après la Première Guerre mondiale l'Italie en reçurent au titre des réparations de guerre neuf locomotives. Elles étaient initialement affectées au dépôt de Turin avec l'immatriculation 473.001 à 473.009 et étaient utilisées pour le trafic marchandises. Elles tractaient les trains de même poids que la série 471 des FS. Vers la fin des années 1920, les locomotives ont été affectées au service de manœuvre lourd, à l'exception de deux locomotives qui ont été attribuées au dépôt de Pistoia. Elles ont été affectées à la réserve pour la Porrettana, la ligne ferroviaire Pistoia-Bologne, qui traverse les Apennins avec des pentes fortes. Les autres locomotives furent affectées à leur nouvelle mission aux dépôts d'Alessandria et de la gare de triage de Milan, qui s'appelle Milano Smistamento. À Alessandria, l'affectation était finie en 1956, à Milan à la fin des années 1950. La dernière locomotive a été retirée du service et démolie en 1963.

## Les G10 au Luxembourg
Trois séries de locomotives de type G10 ou apparentées ont été en service au Grand-Duché de Luxembourg.

### PH série I
Avant la Première Guerre mondiale, la Compagnie des chemins de fer Prince-Henri (PH) commanda cinq 050 à tender séparé basées sur les G10 et construites par Schwartzkopff en 1913. Numérotées 401 à 405, elles étaient immatriculées dans la Série I des chemins de fer Prince-Henri puis dans la série 51 des CFL, et seront radiées entre 1954 et 1959. Par rapport aux G10 prussiennes, elles se distinguaient par une chaudière placée plus haut, un tender différent, et un abri de conduite plus court mais prolongé par un second abri sur le tender, permettant de circuler tender en avant à l'abri des intempéries. Réquisitionnées par les Allemands durant la Seconde Guerre mondiale avec les numéros 57 901 à 905, elles furent toutes rendues à leur propriétaire légitime.

### PH série K
Après la Première Guerre mondiale, les Chemins de fer Prince Henri manquaient de locomotives puissantes et modernes pour assurer le service des marchandises. Un accord fut passé avec Belgique, qui avait reçu de très nombreuses locomotives allemandes. En Belgique, où existaient de nombreuses séries de locomotives puissantes d'origine belge, allemande (G8.1), anglaise et américaine, les 45 G10 attribuées à la Belgique après la Première Guerre mondiale n'étaient pas indispensables. Onze d'entre elles seront revendues aux Chemins de fer Prince Henri en 1923.
Numérotées 451 à 461, elles sont reconstruites avec un abri se prolongeant sur la cabine comme les Série I. Elles étaient immatriculées dans la Série K des chemins de fer Prince-Henri puis dans la série 52 des CFL, et seront radiées entre 1954 et 1959.
Durant la Seconde Guerre mondiale, l'ensemble de la série est réquisitionnée par les Allemands et reçoit des numéros allemands, 57 2773 à 57 2783, entre les neuf G10 capturées par les Allemands lors de l'invasion de la Pologne, 57 2764 à 57 2772, et 21 G10 polonaises prises à l'URSS en 1941, 57 2784 à 57 2804.
Après la défaite allemande, quatre locomotives série K sont restées à l’Est ; trois se retrouvent en Allemagne de l'Est et une en Pologne.
Plusieurs locomotives allemandes abandonnées au Luxembourg seront intégrées aux effectifs luxembourgeois. Trois G10 d'origine DRG furent prises dans les effectifs des Chemins de fer luxembourgeois (CFL), fondés en 1946.

### G10 AL
Entre 1870 et 1914, la Direction générale impériale des chemins de fer d'Alsace-Lorraine avait remplacé la compagnie, française, des Chemins de fer de l'Est comme exploitant du Réseau Guillaume Luxembourg (GL). Au lendemain de la Première Guerre mondiale, l’Administration des chemins de fer d'Alsace et de Lorraine (AL), puis la Société nationale des chemins de fer français (SNCF) remplacèrent jusqu'en 1940 la compagnie allemande sur le GL et remorquèrent ses trains avec leur propre matériel. L'AL possédait principalement du matériel ex-Alsace-Lorraine et Prusse parmi lesquelles 53 G10 ; entre 1910 et 1918, des G10 du réseau allemand d'Alsace-Lorraine ont également pu être utilisées sur le Réseau Guillaume Luxembourg. 

### G10 des CFL
Les locomotives Série I furent renumérotées 5101 à 5105, dans la Série 51.
Les Série K et les G10 allemandes récupérés après-guerre furent respectivement renumérotées 5201 à 5211 et 5221 à 5223 (Série 52).
L'arrivée après-guerre de locomotives à vapeur plus modernes n'entraîna pas leur retrait. L'arrivée des locomotives diesel et des premières locomotives électriques entraîna la radiation et la démolition de toutes les locomotives des séries 51 et 52 entre 1954 et 1959.
Le tender associé à la 5222 fut transformé en chasse-neige. L'association Train 1900 le récupéra pour servir de tender à la locomotive-tender 507, utilisée depuis 2004 sur des trains touristiques et des parcours spéciaux.

## Tenders
En France, ces locomotives furent accouplées principalement à des tenders soit :
- à 3 essieux contenant 16,5 m3 d'eau et 7 t de charbon immatriculés :
4-17 G puis 1-16 C entre 597 et 648 pour 17 unités
1-16 C 601 à 626 armistice 1945
5403 à 5455 à l'AL puis : 1-16 C 803 à 855 pour 32 unités
5-16 H puis : 1-16 C 907 à 977
- à 3 essieux contenant 16,5 m3 d'eau et 7 t de charbon immatriculés :
1-16 D entre 601 et 991 armistice 1945 pour 169 unités (ils étaient identiques aux 16 C)
- à bogies contenant 16 m3 d'eau et 5 t de charbon immatriculés :
5401 à 5455 à l'AL puis : 1-16 A 401 à 448 pour 17 unités
1-16 A entre 770 et 784 armistice 1945 pour 13 unités
- à bogies contenant 18 m3 d'eau et 5 t de charbon immatriculés :
5446, 5448 et 5452 à l'AL puis : 1-18 A 446, 448 et 452

## Caractéristiques
- Pression de la chaudière : 12 kg/cm2
- Surface de grille : 2,62 m2
- Surface de chauffe : de 164,6 m2 à 168,6 m2
- Surface de surchauffe : de 52,7 m2 à 58,9 m2
- Diamètre et course des cylindres : 630 mm × 660 mm
- Diamètre des roues motrices : 1 400 mm
- Masse à vide : de 61,5 t à 65,3 t
- Masse en ordre de marche : de 69 t à 72 t
- Masse adhérente : de 69 t à 72 t
- Longueur hors tout : 11,50 m
- Vitesse maxi en service : 60 km/h
- Puissance développée : 1 300 ch

## Préservation
Malgré leur grand nombre et leur importance, aucune des G10 utilisées en France et en Belgique ne fut préservée.
En revanche, plusieurs de ces locomotives sont préservées en Europe et en Turquie.